# Tension à Rock City
Pour plus de détails, voir Fiche technique et Distribution.
Tension à Rock City (Tension at Table Rock) est un film américain réalisé par Charles Marquis Warren, sorti en 1956.

## Fiche technique
- Titre : Tension à Rock City
- Titre original : Tension at Table Rock
- Réalisateur : Charles Marquis Warren
- Scénario : Winston Miller, d'après le roman Bitter Sage de Frank Gruber
- Chef opérateur : Joseph F. Biroc
- Musique : Dimitri Tiomkin
- Producteur : Sam Wiesenthal
- Société de production : RKO Radio Pictures
- Durée : 93 minutes
- Couleur : Technicolor
- Genre : Western
- Date de sortie :
  -  États-Unis 3 octobre 1956
  -  Allemagne de l'Ouest 1957
  -  Finlande 8 mars 1957
  -  Suède 1er avril 1957
  -  Portugal 10 juillet 1957
  -  Autriche octobre 1957
  -  Danemark 9 décembre 1960

## Distribution
- Richard Egan (VF : Jean-Pierre Duclos) : Wes Tancred
- Dorothy Malone : Lorna Miller
- Cameron Mitchell (VF : Marc Cassot) : Shérif Fred Miller
- Billy Chapin (VF : Linette Lemercier) : Jody Burrows
- Royal Dano (VF : Serge Nadaud) : Harry Jameson
- Edward Andrews (VF : Marcel Painvin) : Kirk
- John Dehner (VF : Raymond Loyer) : Hampton
- DeForest Kelley : Jim Breck
- Joe De Santis : Ed Burrows
- Angie Dickinson : Cathy
- Paul Richards (VF : René Arrieu) : Sam Murdock

Acteurs non crédités
- Lance Fuller : un vacher
- Jester Hairston : un concierge
- Joyce Jameson : une chanteuse
- Adam Kennedy : Jethro
- Dabbs Greer (VF : Lucien Bryonne) : le docteur